# Държавно устройство на Кабо Верде
Кабо Верде е полупрезидентска република.

## Изпълнителна власт

### Президент
Президентът е държавен глава и се избира чрез преки избори за срок от 5 години.

### Министър-председател
Министър-председателят е ръководител на правителството и като такъв предлага други министри и държавни секретари. Министър-председателят се назначава от Народното събрание и се назначава от президента.

## Законодателна власт
Законодателен орган в Кабо Верде е еднокамарен парламент (Народно събрание), съставено от 72 народни представители, избирани чрез пропорционално представителство за срок от 5 години.